# Bolgar

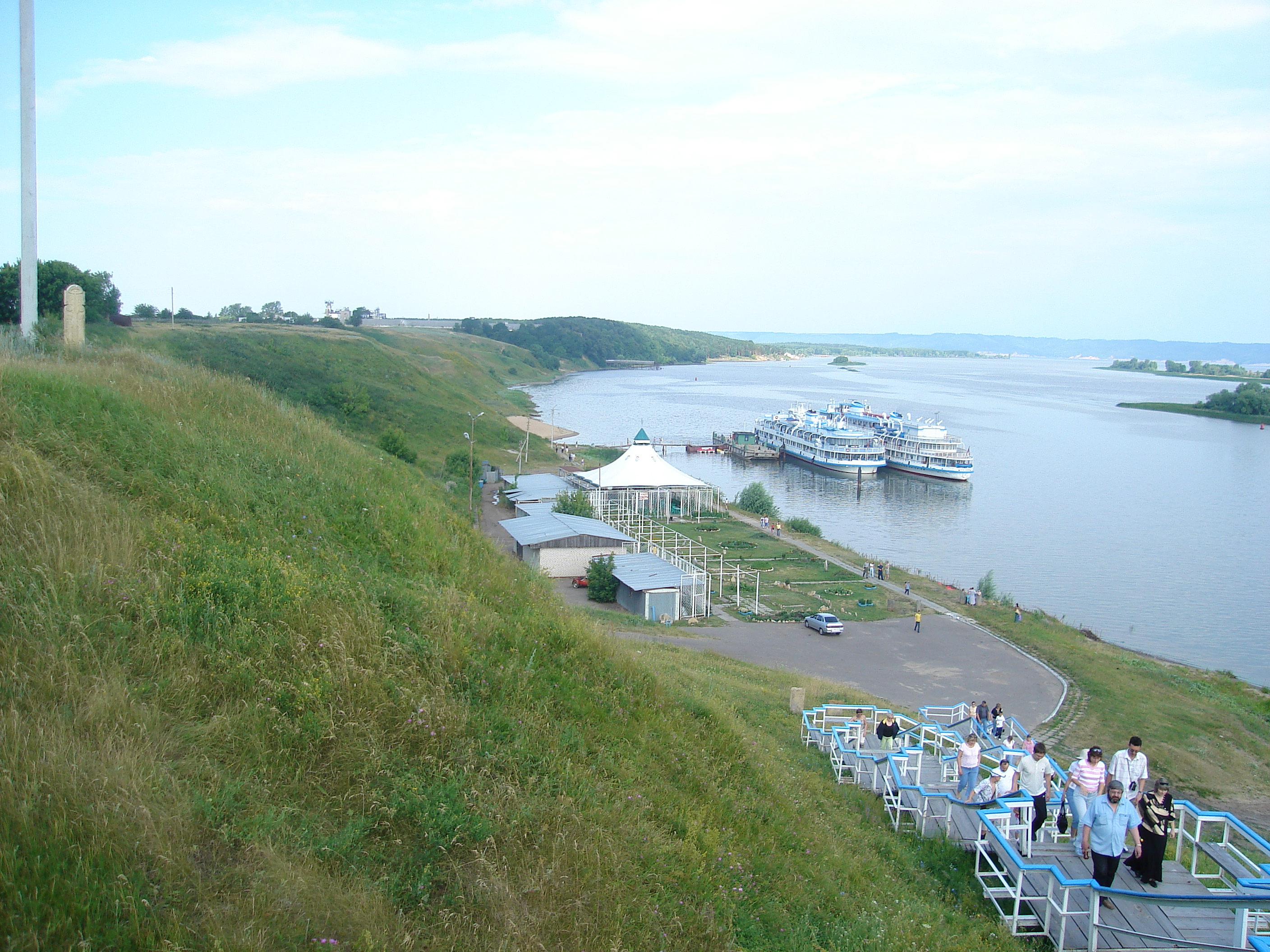
Fartyg vid Volga, strax norr om Bolgar.

Bolgar (ryska Болгар) är en stad längs Volga i Tatarstan i Ryssland, 120 kilometer söder om Kazan. Folkmängden uppgick till 8 542 invånare i början av 2015.
Den historiska platsen Bulghar är belägen strax öster om staden.